# Maleville
Pour les articles homonymes, voir Maleville (homonymie), Malleville et Malevil (homonymie).
Ne doit pas être confondu avec Malville.
Maleville (en occitan Malavila) est une commune française, située dans le département de l'Aveyron en région Occitanie.

## Géographie

### Communes limitrophes
Les communes limitrophes sont Brandonnet, Compolibat, Drulhe, Lanuéjouls, Saint-Igest, Saint-Rémy, Villefranche-de-Rouergue, Villeneuve et Le Bas Ségala.

### Hydrographie

#### Réseau hydrographique

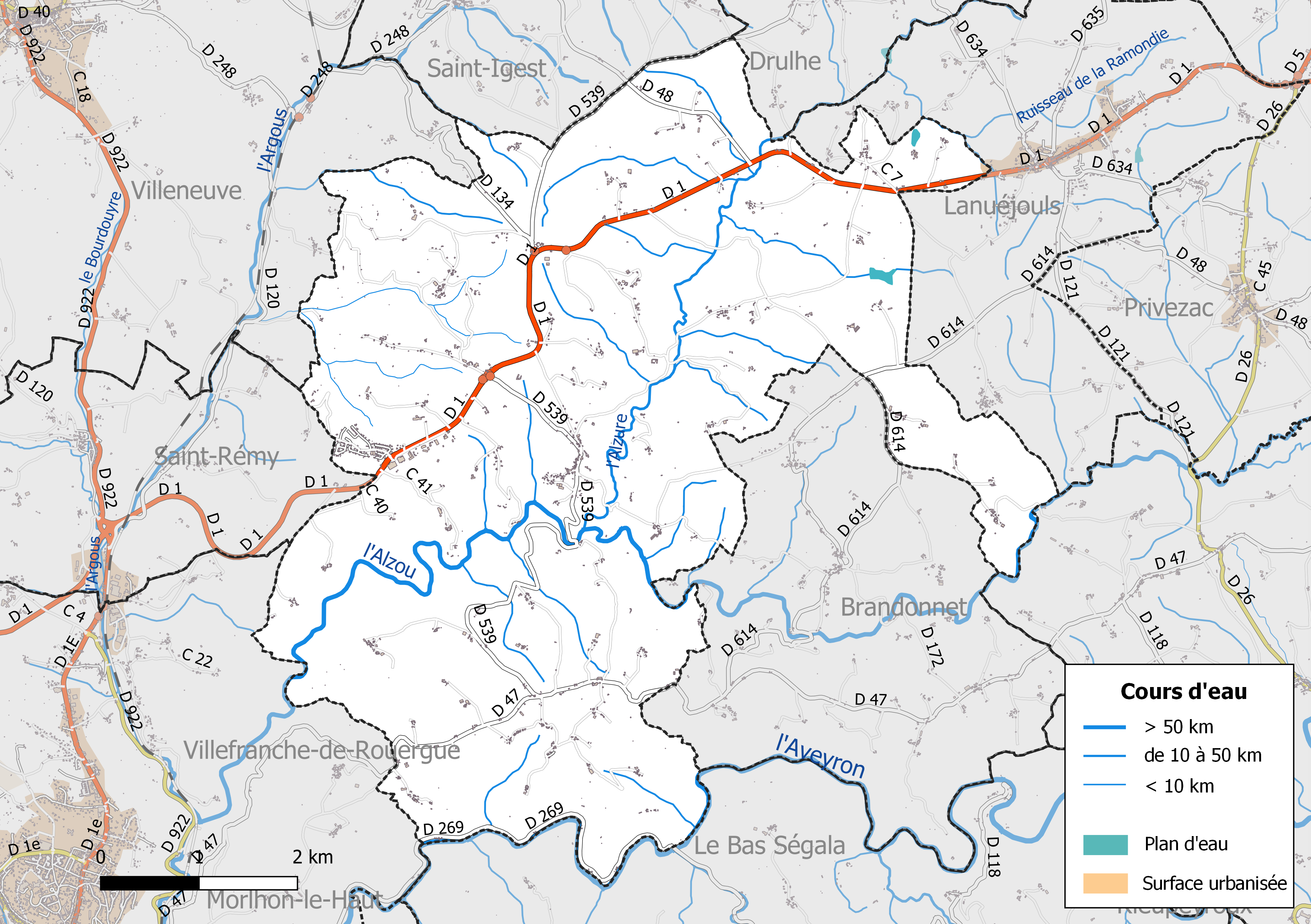
Réseaux hydrographique et routier de Maleville.

La commune est drainée par l'Aveyron, l'Alzou, l'Alzure, le ruisseau de la Ramondie et par divers petits cours d'eau.
L'Aveyron, d'une longueur totale de 290,6 km, prend sa source dans la commune de Sévérac d'Aveyron et se jette  dans le Tarn à Lafrançaise après avoir arrosé 60 communes.
L'Alzou, d'une longueur totale de 43,9 km, prend sa source dans la commune de Goutrens et se jette  dans l'Aveyron à Villefranche-de-Rouergue, après avoir arrosé 11 communes.

#### Gestion des cours d'eau
La gestion des cours d’eau situés dans le bassin de l’Aveyron est assurée par l’établissement public d'aménagement et de gestion des eaux (EPAGE) Aveyron amont, créé le 1er janvier 2017, en remplacement du syndicat mixte du bassin versant Aveyron amont,,.

### Climat
Pour des articles plus généraux, voir Climat de l'Occitanie et Climat de l'Aveyron.
En 2010, le climat de la commune est de type climat océanique altéré, selon une étude s'appuyant sur une série de données couvrant la période 1971-2000. En 2020, Météo-France publie une typologie des climats de la France métropolitaine dans laquelle la commune est dans une zone de transition entre le climat océanique altéré et le climat de montagne et est dans une zone de transition entre les régions climatiques « Ouest et nord-ouest du Massif Central » et « Sud-est du Massif Central ».
Pour la période 1971-2000, la température annuelle moyenne est de 11,4 °C, avec une amplitude thermique annuelle de 15,4 °C. Le cumul annuel moyen de précipitations est de 1 027 mm, avec 11,7 jours de précipitations en janvier et 6,7 jours en juillet. Pour la période 1991-2020, la température moyenne annuelle observée sur la station météorologique la plus proche, située sur la commune du Bas Ségala à 7 km à vol d'oiseau, est de 12,4 °C et le cumul annuel moyen de précipitations est de 1 062,4 mm,. Pour l'avenir, les paramètres climatiques de la commune estimés pour 2050 selon différents scénarios d'émission de gaz à effet de serre sont consultables sur un site dédié publié par Météo-France en novembre 2022.

### Milieux naturels et biodiversité

#### Sites Natura 2000

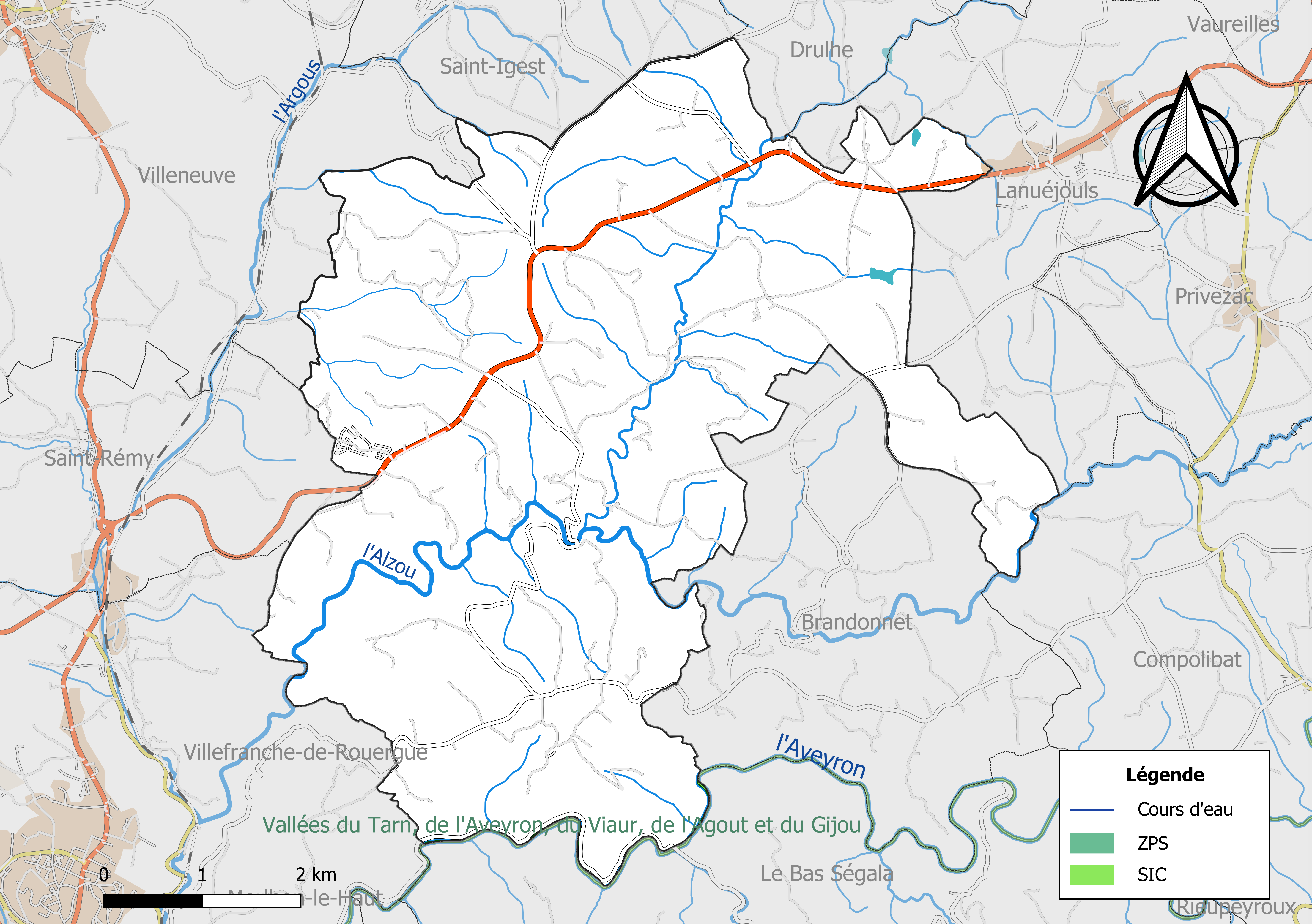
Sites Natura 2000 sur le territoire communal.

Le réseau Natura 2000 est un réseau écologique européen de sites naturels d’intérêt écologique élaboré à partir des Directives « Habitats » et « Oiseaux ». Ce réseau est constitué de Zones spéciales de conservation (ZSC) et de Zones de protection spéciale (ZPS). Dans les zones de ce réseau, les États Membres s'engagent à maintenir dans un état de conservation favorable les types d'habitats et d'espèces concernés, par le biais de mesures réglementaires, administratives ou contractuelles.
Un site Natura 2000 a été défini sur la commune au titre de la « directive Habitats » : 
Les « Vallées du Tarn, de l'Aveyron, du Viaur, de l'Agout et du Gijou », d'une superficie de 17 144 ha, s'étendent sur 136 communes dont 41 dans l'Aveyron, 8 en Haute-Garonne, 50 dans le Tarn et 37 dans le Tarn-et-Garonne. Elles présentent une très grande diversité d'habitats et d'espèces dans ce vaste réseau de cours d'eau et de gorges. La présence de la Loutre d'Europe et de la moule perlière d'eau douce est également d'un intérêt majeur.

#### Zones naturelles d'intérêt écologique, faunistique et floristique
L’inventaire des zones naturelles d'intérêt écologique, faunistique et floristique (ZNIEFF) a pour objectif de réaliser une couverture des zones les plus intéressantes sur le plan écologique, essentiellement dans la perspective d’améliorer la connaissance du patrimoine naturel national et de fournir aux différents décideurs un outil d’aide à la prise en compte de l’environnement dans l’aménagement du territoire.
Le territoire communal de Maleville comprend une ZNIEFF de type 1,, 
la « Rivière Aveyron » (3 500 ha), couvrant 63 communes dont 38 dans l'Aveyron, 5 dans le Tarn et 20 dans le Tarn-et-Garonne
, et une ZNIEFF de type 2,, 
la « Vallée de l'Aveyron » (14 644 ha), qui s'étend sur 68 communes dont 41 dans l'Aveyron, 5 dans le Tarn et 22 dans le Tarn-et-Garonne.

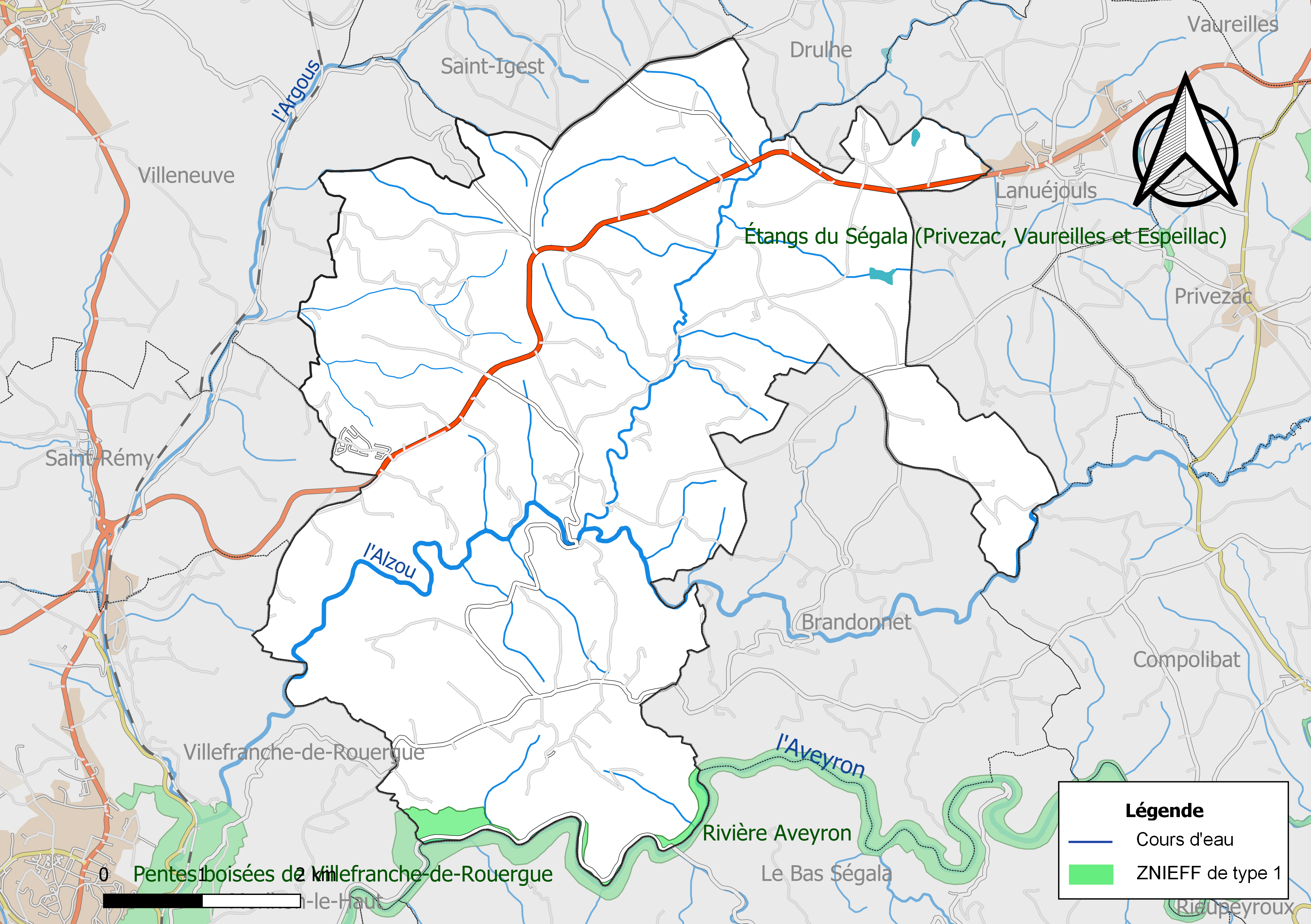
Carte de la ZNIEFF de type 1 de la commune.
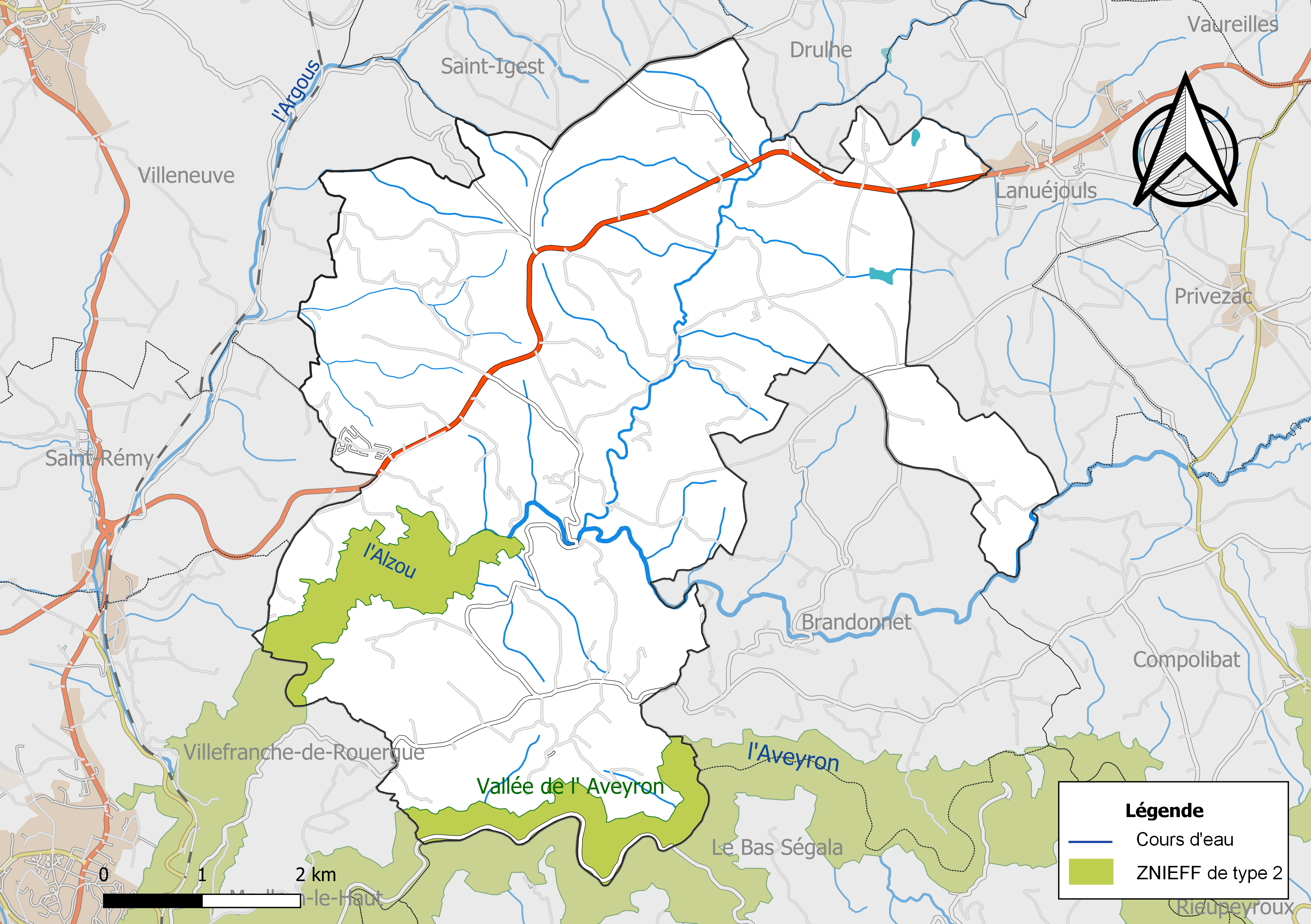
Carte de la ZNIEFF de type 2 de la commune.

## Urbanisme

### Typologie
Au 1er janvier 2024, Maleville est catégorisée commune rurale à habitat très dispersé, selon la nouvelle grille communale de densité à 7 niveaux définie par l'Insee en 2022.
Elle est située hors unité urbaine. Par ailleurs la commune fait partie de l'aire d'attraction de Villefranche-de-Rouergue, dont elle est une commune de la couronne,. Cette aire, qui regroupe 34 communes, est catégorisée dans les aires de moins de 50 000 habitants,.

### Occupation des sols

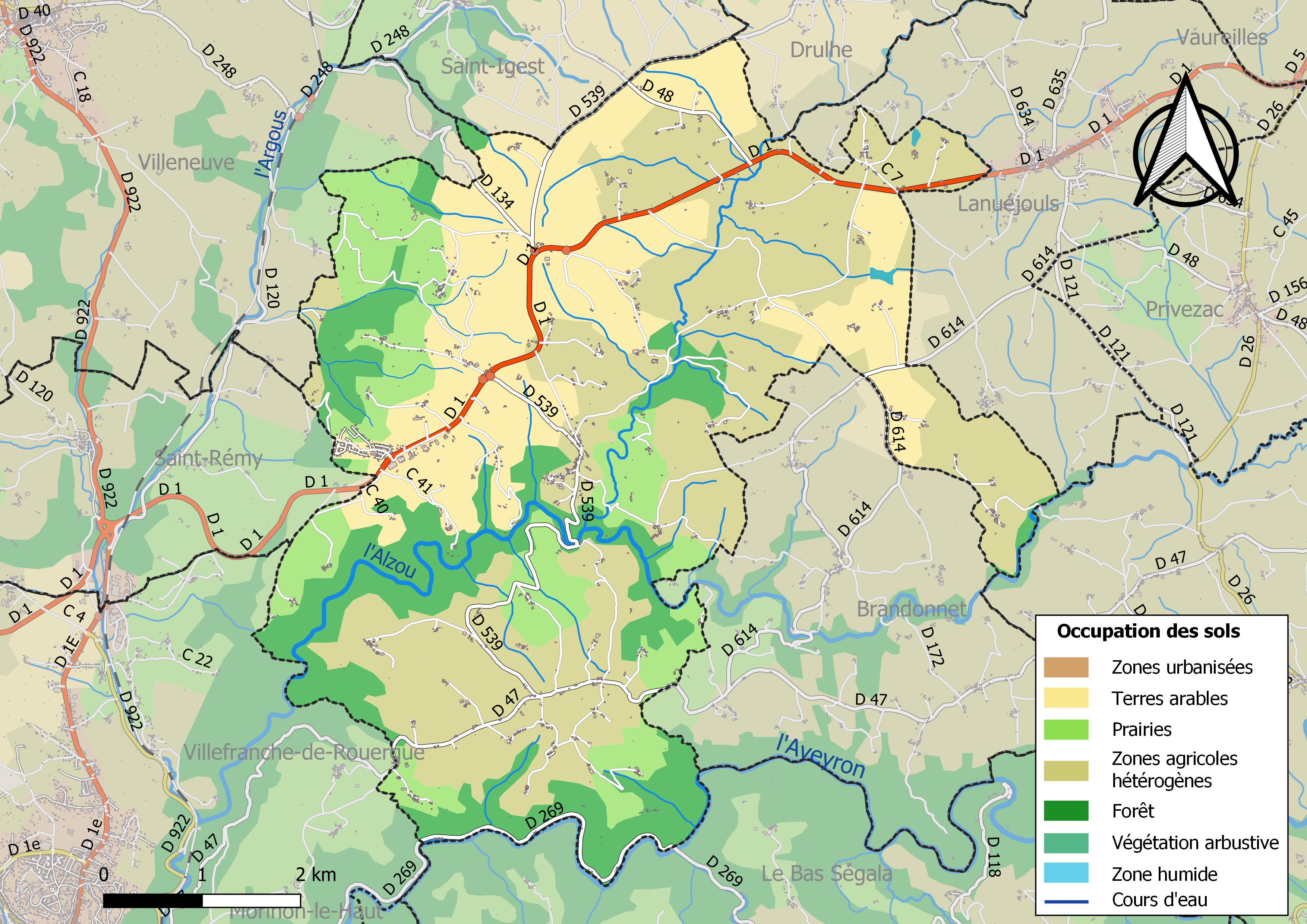
Infrastructures et occupation des sols de la commune de Maleville.

L'occupation des sols de la commune, telle qu'elle ressort de la base de données européenne d’occupation biophysique des sols Corine Land Cover (CLC), est marquée par l'importance des territoires agricoles (81 % en 2018), une proportion sensiblement équivalente à celle de 1990 (81,4 %). La répartition détaillée en 2018 est la suivante : 
zones agricoles hétérogènes (41,4 %), terres arables (25,3 %), forêts (18,3 %), prairies (14,3 %), zones urbanisées (0,8 %).

### Planification
La loi SRU du 13 décembre 2000 a incité fortement les communes à se regrouper au sein d’un établissement public, pour déterminer les partis d’aménagement de l’espace au sein d’un SCoT, un document essentiel d’orientation stratégique des politiques publiques à une grande échelle. La commune est dans le territoire du SCoT du Centre Ouest Aveyron  approuvé en février 2020. La structure porteuse est le Pôle d'équilibre territorial et rural Centre Ouest Aveyron, qui associe neuf EPCI, notamment Ouest Aveyron Communauté, dont la commune est membre.
La commune disposait en 2017 d'un plan local d'urbanisme en révision. Le zonage réglementaire et le règlement associé peuvent être consultés sur le Géoportail de l'urbanisme.

### Risques majeurs
Le territoire de la commune de Maleville est vulnérable à différents aléas naturels : inondations, climatiques (hiver exceptionnel ou canicule), feux de forêts et séisme (sismicité très faible).
Il est également exposé à un risque technologique, le transport de matières dangereuses, et à deux risques particuliers, les risques radon et minier,.

#### Risques naturels

Zones inondables de la commune de Maleville.

Certaines parties du territoire communal sont susceptibles d’être affectées par le risque d’inondation par débordement de l'Aveyron. Un plan des surfaces submersibles (PSS), premier document cartographique réglementant l'occupation du sol en zone inondable pour les cours d'eau domaniaux, a été établi en 1964. Compte tenu du peu d’enjeux exposés à ces inondations, aucun plan de prévention du risque d’inondation n’a été prescrit. Néanmoins la loi Barnier du 2 février 1995 confère aux PSS un statut de plan de prévention des risques (PPR ), les rendant par conséquent opposables au tiers et faisant entrer le territoire de la commune dans le champ d'application de l'obligation d'information des acquéreurs locataires.
Le Plan départemental de protection des forêts contre les incendies découpe le département de l’Aveyron en sept « bassins de risque » et définit une sensibilité des communes à l’aléa feux de forêt (de faible à très forte). La commune est classée en sensibilité faible.
Les mouvements de terrains susceptibles de se produire sur la commune sont liés au retrait-gonflement des argiles, conséquence d'un changement d'humidité des sols argileux. Les argiles sont capables de fixer l'eau disponible mais aussi de la perdre en se rétractant en cas de sécheresse. Ce phénomène peut provoquer des dégâts très importants sur les constructions (fissures, déformations des ouvertures) pouvant rendre inhabitables certains locaux. La carte de zonage de cet aléa peut être consultée sur le site de l'observatoire national des risques naturels Georisques

#### Risques technologiques
Le risque de transport de matières dangereuses sur la commune est lié à sa traversée par une route à fort trafic et une canalisation de transport de gaz. Un accident se produisant sur de telles infrastructures est en effet susceptible d’avoir des effets graves au bâti ou aux personnes jusqu’à 350 m, selon la nature du matériau transporté. Des dispositions d’urbanisme peuvent être préconisées en conséquence.

#### Risques particuliers
La commune est concernée par le risque minier, principalement lié à l’évolution des cavités souterraines laissées à l’abandon et sans entretien après l’exploitation des mines.
Dans plusieurs parties du territoire national, le radon, accumulé dans certains logements ou autres locaux, peut constituer une source significative d’exposition de la population aux rayonnements ionisants. Toutes les communes du département sont concernées par le risque radon à un niveau plus ou moins élevé. Selon le dossier départemental des risques majeurs du département établi en 2013, la commune de Maleville est classée à risque moyen à élevé. Un décret du 4 juin 2018 a modifié la terminologie du zonage définie dans le code de la santé publique et a été complété par un arrêté du 27 juin 2018 portant délimitation des zones à potentiel radon du territoire français. La commune est désormais en zone 3, à savoir zone à potentiel radon significatif.

## Histoire

### Moyen Âge
Maleville a été le siège d'un prieuré relevant de l'Abbaye de Conques puis de l'évêque de Rodez. Au XIIIe siècle, le couvent des religieux de l'ordre de Notre-Dame-de-la-Merci (fondé en 1218), a été le premier créé en France. Au XVIe siècle la baronnie de Maleville appartint à la famille Levis. En 1588, les protestants l'occupèrent et la libérèrent contre rançon.

## Politique et administration

### Découpage territorial
La commune de Maleville est membre de la Ouest Aveyron Communauté, un établissement public de coopération intercommunale (EPCI) à fiscalité propre créé le 1er janvier 2017 dont le siège est à Villefranche-de-Rouergue. Ce dernier est par ailleurs membre d'autres groupements intercommunaux.
Sur le plan administratif, elle est rattachée à l'arrondissement de Villefranche-de-Rouergue, au département de l'Aveyron et à la région Occitanie. Sur le plan électoral, elle dépend du  canton de Villeneuvois et Villefranchois pour l'élection des conseillers départementaux, depuis le redécoupage cantonal de 2014 entré en vigueur en 2015, et de la deuxième circonscription de l'Aveyron  pour les élections législatives, depuis le dernier découpage électoral de 2010.

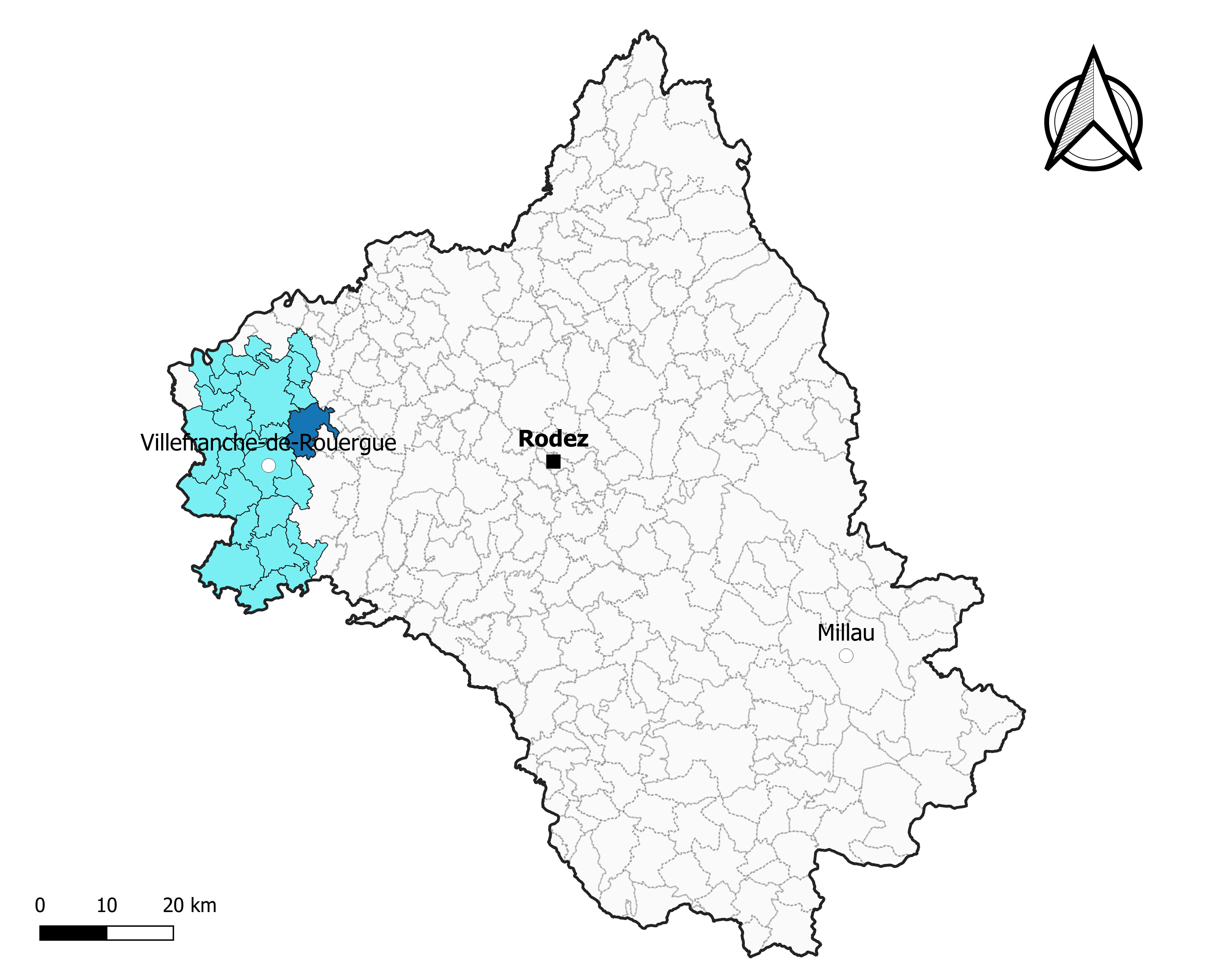
Maleville dans l'intercommunalité en 2020.
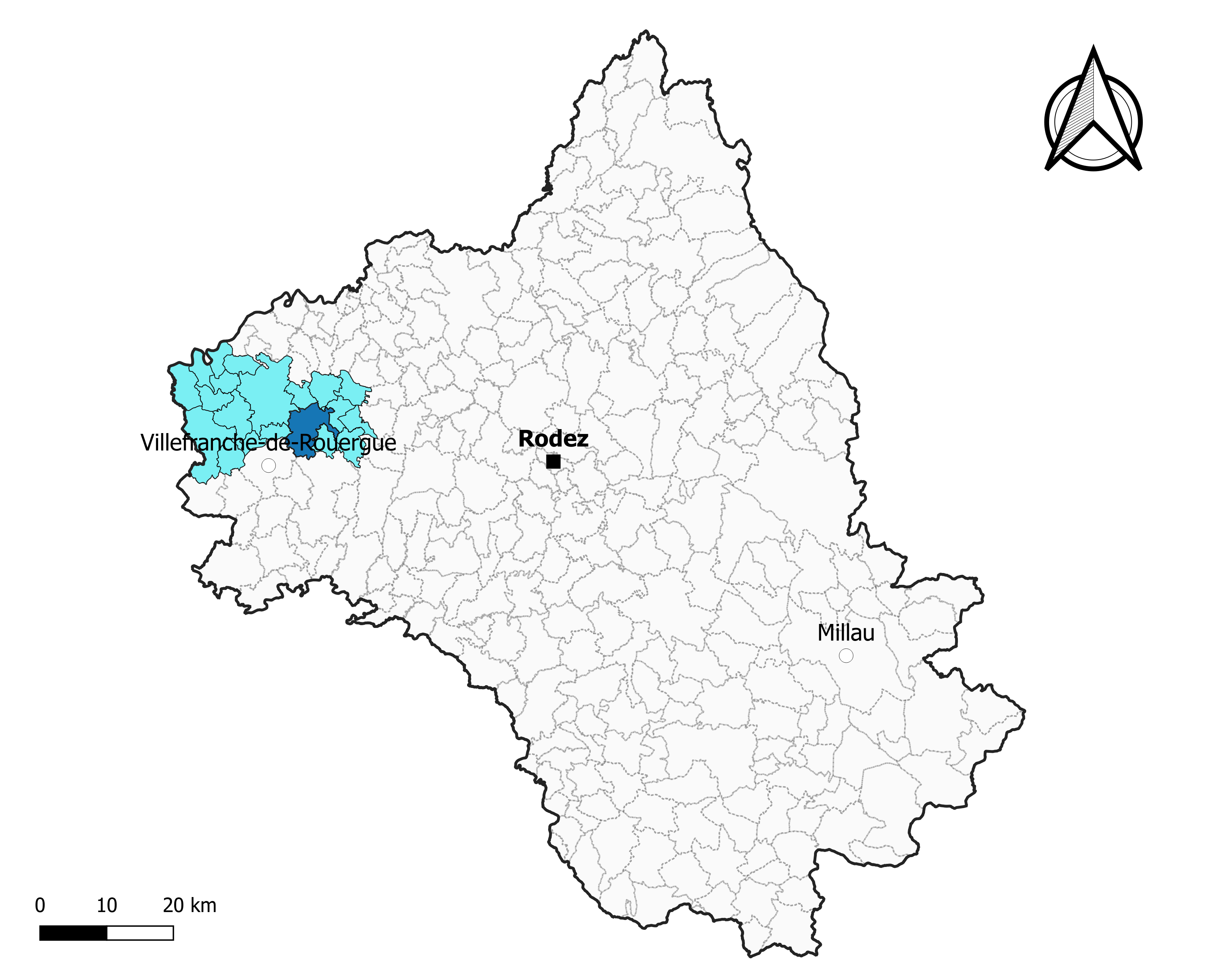
Maleville dans le canton de Villeneuvois et Villefranchois en 2020.
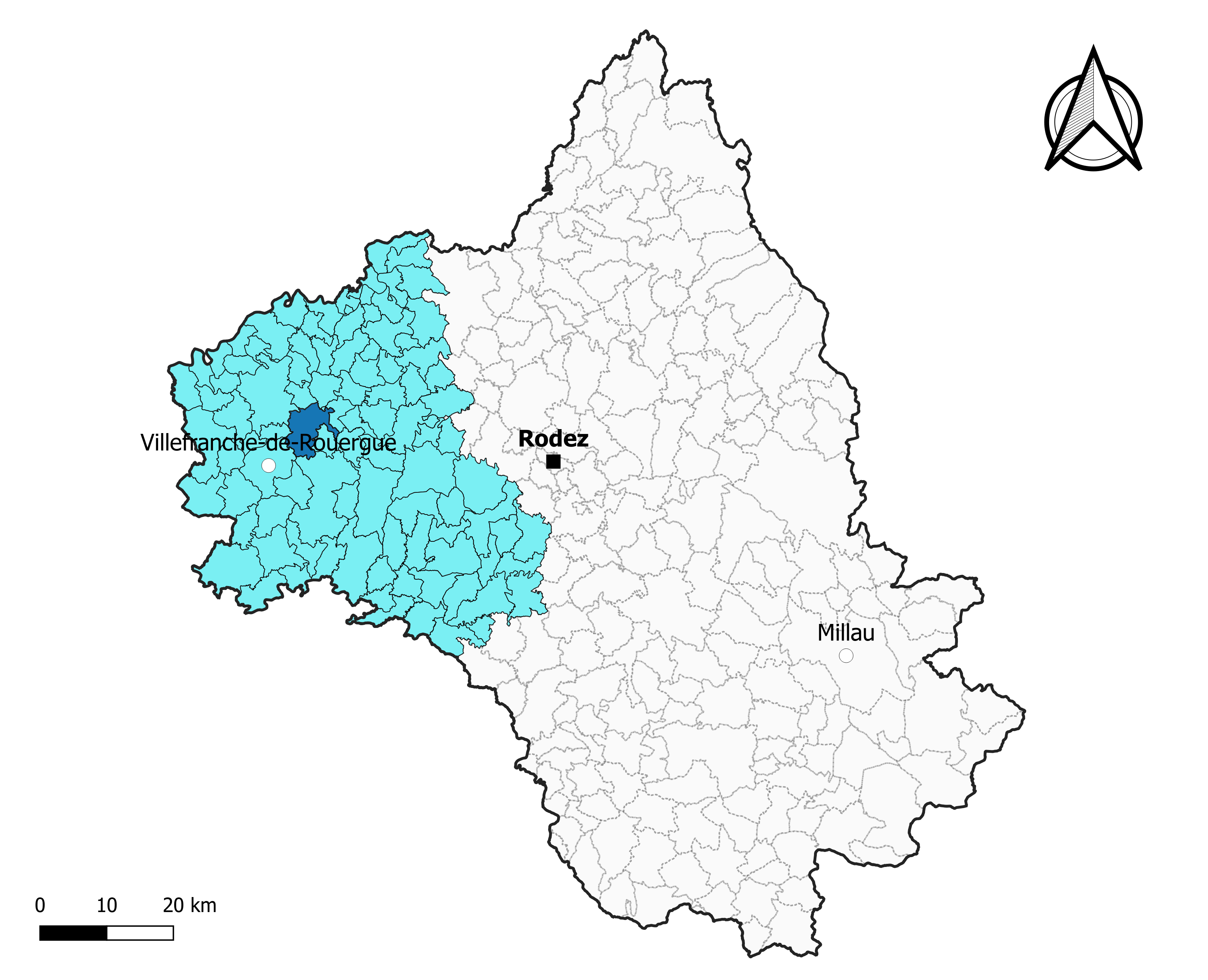
Maleville dans l'arrondissement de Villefranche-de-Rouergue en 2020.

### Élections municipales et communautaires

#### Élections de 2020
Le conseil municipal de Maleville, commune de moins de 1 000 habitants, est élu au scrutin majoritaire plurinominal à deux tours avec candidatures isolées ou groupées et possibilité de panachage. Compte tenu de la population communale, le nombre de sièges à pourvoir lors des élections municipales de 2020 est de 15. Sur les trente candidats en lice, quinze sont élus dès le premier tour, le 15 mars 2020, correspondant à la totalité des sièges à pourvoir, avec un taux de participation de 48,05 %.
Fabienne Salesses est élue nouvelle maire de la commune le 25 mai 2020.
Dans les communes de moins de 1 000 habitants, les conseillers communautaires sont désignés parmi les conseillers municipaux élus en suivant l’ordre du tableau (maire, adjoints puis conseillers municipaux) et dans la limite du nombre de sièges attribués à la commune au sein du conseil communautaire. Un siège est attribué à la commune au sein de la Ouest Aveyron Communauté.

#### Liste des maires
| Période   | Période  | Identité            | Étiquette | Qualité                              |
| --------- | -------- | ------------------- | --------- | ------------------------------------ |
| 1983      | 2014     | Jean-Pierre Loupias | UDI-PR    |                                      |
| mars 2014 | mai 2020 | Jean-Claude Vernhes |           | Salarié agricole                     |
| mai 2020  | En cours | Fabienne Salesses,  |           | Employée administrative d'entreprise |

## Démographie
L'évolution du nombre d'habitants est connue à travers les recensements de la population effectués dans la commune depuis 1793. Pour les communes de moins de 10 000 habitants, une enquête de recensement portant sur toute la population est réalisée tous les cinq ans, les populations de référence des années intermédiaires étant quant à elles estimées par interpolation ou extrapolation. Pour la commune, le premier recensement exhaustif entrant dans le cadre du nouveau dispositif a été réalisé en 2008.

En 2022, la commune comptait 953 habitants, en évolution de −1,35 % par rapport à 2016 (Aveyron : +0,37 %, France hors Mayotte : +2,11 %).
| 1793  | 1800  | 1806  | 1821  | 1831  | 1836  | 1841  | 1846  | 1851  |
| ----- | ----- | ----- | ----- | ----- | ----- | ----- | ----- | ----- |
| 2 251 | 2 203 | 2 372 | 2 273 | 2 341 | 2 576 | 2 678 | 2 808 | 2 889 |

| 1856  | 1861  | 1866  | 1872  | 1876  | 1881  | 1886  | 1891  | 1896  |
| ----- | ----- | ----- | ----- | ----- | ----- | ----- | ----- | ----- |
| 2 686 | 2 712 | 2 663 | 2 708 | 1 940 | 2 056 | 2 071 | 1 921 | 1 922 |

| 1901  | 1906  | 1911  | 1921  | 1926  | 1931  | 1936  | 1946  | 1954  |
| ----- | ----- | ----- | ----- | ----- | ----- | ----- | ----- | ----- |
| 1 817 | 1 760 | 1 645 | 1 520 | 1 423 | 1 390 | 1 455 | 1 206 | 1 113 |

| 1962  | 1968  | 1975 | 1982 | 1990 | 1999 | 2006 | 2008 | 2013 |
| ----- | ----- | ---- | ---- | ---- | ---- | ---- | ---- | ---- |
| 1 027 | 1 010 | 906  | 919  | 921  | 905  | 928  | 934  | 964  |

| 2018 | 2022 | - | - | - | - | - | - | - |
| ---- | ---- | - | - | - | - | - | - | - |
| 940  | 953  | - | - | - | - | - | - | - |

## Économie

### Revenus
En 2018  (données Insee publiées en septembre 2021), la commune compte 394 ménages fiscaux, regroupant 916 personnes. La médiane du revenu disponible par unité de consommation est de 20 500 € (20 640 € dans le département).

### Emploi
| Division       | 2008  | 2013  | 2018  |
| -------------- | ----- | ----- | ----- |
| Commune        | 6,1 % | 7,4 % | 6,4 % |
| Département    | 5,4 % | 7,1 % | 7,1 % |
| France entière | 8,3 % | 10 %  | 10 %  |

En 2018, la population âgée de 15 à 64 ans s'élève à 563 personnes, parmi lesquelles on compte 76 % d'actifs (69,6 % ayant un emploi et 6,4 % de chômeurs) et 24 % d'inactifs,. En  2018, le taux de chômage communal (au sens du recensement) des 15-64 ans est inférieur à celui de la France et département, alors qu'en 2008 il était supérieur à celui du département et inférieur à celui de la France.
La commune fait partie de la couronne de l'aire d'attraction de Villefranche-de-Rouergue, du fait qu'au moins 15 % des actifs travaillent dans le pôle,. Elle compte 236 emplois en 2018, contre 267 en 2013 et 277 en 2008. Le nombre d'actifs ayant un emploi résidant dans la commune est de 398, soit un indicateur de concentration d'emploi de 59,4 % et un taux d'activité parmi les 15 ans ou plus de 55,6 %.
Sur ces 398 actifs de 15 ans ou plus ayant un emploi, 93 travaillent dans la commune, soit 23 % des habitants. Pour se rendre au travail, 87,4 % des habitants utilisent un véhicule personnel ou de fonction à quatre roues, 5,1 % s'y rendent en deux-roues, à vélo ou à pied et 7,5 % n'ont pas besoin de transport (travail au domicile).

### Activités hors agriculture

#### Secteurs d'activités
89 établissements sont implantés  à Maleville au 31 décembre 2019. Le tableau ci-dessous en détaille le nombre par secteur d'activité et compare les ratios avec ceux du département,.
| Secteur d'activité                                                                                        | Commune | Commune | Département |
| Secteur d'activité                                                                                        | Nombre  | %       | %           |
| --- | ------- | ------- | ----------- |
| Ensemble                                                                                                  | 89      | 100 %   | (100 %)     |
| Industrie manufacturière, industries extractives et autres                                                | 27      | 30,3 %  | (17,7 %)    |
| Construction                                                                                              | 15      | 16,9 %  | (13 %)      |
| Commerce de gros et de détail, transports, hébergement et restauration                                    | 23      | 25,8 %  | (27,5 %)    |
| Information et communication                                                                              | 1       | 1,1 %   | (1,5 %)     |
| Activités financières et d'assurance                                                                      | 2       | 2,2 %   | (3,4 %)     |
| Activités immobilières                                                                                    | 5       | 5,6 %   | (4,2 %)     |
| Activités spécialisées, scientifiques et techniques et activités de services administratifs et de soutien | 8       | 9 %     | (12,4 %)    |
| Administration publique, enseignement, santé humaine et action sociale                                    | 3       | 3,4 %   | (12,7 %)    |
| Autres activités de services                                                                              | 5       | 5,6 %   | (7,8 %)     |

Le secteur de l'industrie manufacturière, des industries extractives et autres est prépondérant sur la commune puisqu'il représente 30,3 % du nombre total d'établissements de la commune (27 sur les 89 entreprises implantées  à Maleville), contre 17,7 % au niveau départemental.

#### Entreprises
Les cinq entreprises ayant leur siège social sur le territoire communal qui génèrent le plus de chiffre d'affaires en 2020 sont : 
- Cbu Granits, taille, façonnage et finissage de pierres (2 959 k€)
- S'pass Eco Energies, travaux d'installation d'équipements thermiques et de climatisation (948 k€)
- Autom'industries, location de terrains et d'autres biens immobiliers (379 k€)
- Fibre Naturelle, fabrication de vêtements de dessus (183 k€)
- Gineste Freres, travaux de maçonnerie générale et gros œuvre de bâtiment (96 k€)

 (septembre 2013).
- Exploitation des forêts.
- polyculture : pâturages, vergers, bovins, porcins, ovins.
- 2 centrales hydrauliques entre le pont de l'Alzou et le pont de Vézis.
- La zone d'activités de Marcouly sur 46 hectares avec plusieurs PME.
- Tourisme sur les rives de l'Aveyron, pêche, chasse, randonnées pédestres, équestres et VTT.

### Agriculture
La commune est dans le Segala, une petite région agricole occupant l'ouest du département de l'Aveyron. En 2020, l'orientation technico-économique de l'agriculture  sur la commune est la polyculture et/ou le polyélevage.
|               | 1988  | 2000  | 2010  | 2020  |
| ------------- | ----- | ----- | ----- | ----- |
| Exploitations | 141   | 94    | 77    | 65    |
| SAU (ha)      | 2 506 | 2 453 | 2 711 | 2 525 |

Le nombre d'exploitations agricoles en activité et ayant leur siège dans la commune est passé de 141 lors du recensement agricole de 1988  à 94 en 2000 puis à 77 en 2010 et enfin à 65 en 2020, soit une baisse de 54 % en 32 ans. Le même mouvement est observé à l'échelle du département qui a perdu pendant cette période 51 % de ses exploitations,. La surface agricole utilisée sur la commune a quant à elle augmenté, passant de 2 506 ha en 1988 à 2 525 ha en 2020. Parallèlement la surface agricole utilisée moyenne par exploitation a augmenté, passant de 18 à 39 ha.

## Culture locale et patrimoine

### Lieux et monuments
- La fontaine médiévale de Castel Nau : au fond du village se trouve une fontaine et un lavoir qui ont été restaurés par l'association des Amis de Maleville ;
- Le lavoir ;
- Le puit communal ;
- Le château de Puech-Méja fut construit du XIVe siècle au XVIIe siècle, on peut encore y trouver l'emblème des pèlerins de Saint-Jacques-de-Compostelle ;
- Quatre églises :
  - L'église Saint-Hilaire-et-Saint-Pierre de Maleville ;
  - L'église Saint-Jean de Sabadel, église préromane en partie démolie ;
  - L'église Saint-Pierre de Lalo, reconstruite au XVe siècle, restaurée en 1946 ;
  - L'église d'Artigues du XVIe siècle ;
  - L'église des Frères de La Merci du XVIIIe siècle, ancienne église du couvent des religieux de l'ordre de Notre-Dame-de-la-Merci, fondé au XIIIe siècle ;
- Quatre cimetières :

- Maleville : 130 impasse de Saint Pierre ;
- Lalo : 51 Route de la Vaysse ;
- Artigues : 73 impasse du cimetière d'Artigues ou l'abbé Guy est inhumé dans le cimetière d'Artigues devant l'église, ancien lieu de dévotion populaire, pour les personnes souffrant de rhumatismes ;
- Le Mauron : 601 Route du Mauron.

### Personnalités liées à la commune
- Abbé Guy (    -    ).
- Louis Loupias (    -1794), natif de quelle ancienne commune ?, prêtre mort martyr de la foi catholique dans les prisons de Bordeaux le 3 décembre 1794 à l'âge de 31 ans.
- Roger Froment (1928-2006), né à Maleville, évêque de Tulle.
- Yves Vernhes (1932-), natif ?, résident ? , auteur de livres.

### Héraldique
| Blason de la commune de Maleville | Les armes de la commune de Maleville se blasonnent ainsi : D'or aux trois cloches d'azur. |